# Olympische Winterspiele 2010/Teilnehmer (Algerien)
| Gelbes Symbol für Goldmedaillen mit stilisierten Olympischen Ringen | Graues Symbol für Silbermedaillen mit stilisierten Olympischen Ringen | Braundes Symbol für Bronzemedaillen mit stilisierten Olympischen Ringen |
| ------------------------------------------------------------------- | --------------------------------------------------------------------- | ----------------------------------------------------------------------- |
| —                                                                   | —                                                                     | —                                                                       |

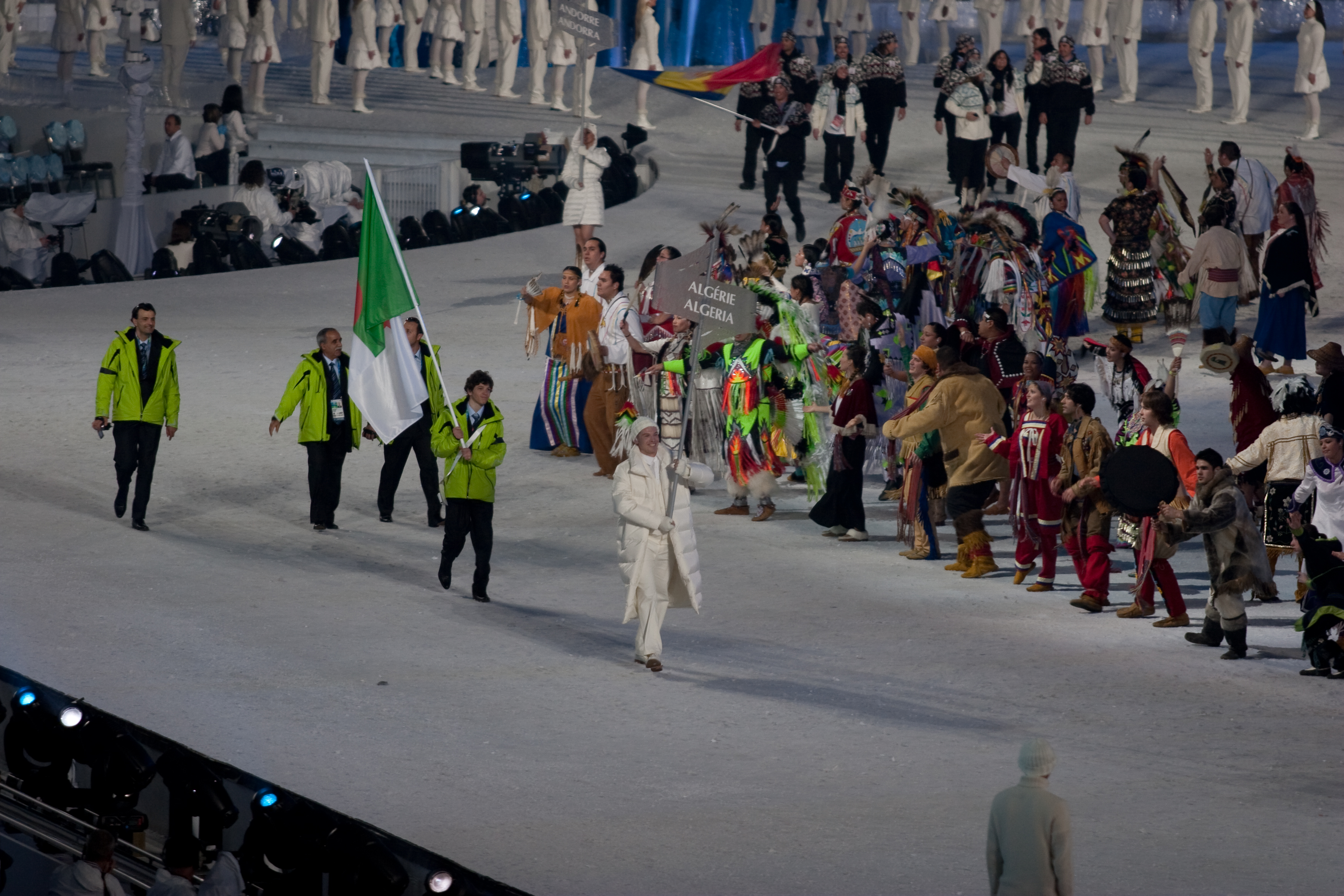
Einmarsch der algerischen Mannschaft

Algerien nahm an den Olympischen Winterspielen 2010 in Vancouver mit einem Sportler im Skilanglauf teil. Es war die dritte Teilnahme des Landes an Olympischen Winterspielen.

## Teilnehmer nach Sportarten

### Skilanglauf
| Athleten            | Wettbewerb | Zeit        | Rang |
| ------------------- | ---------- | ----------- | ---- |
| Männer              |            |             |      |
| Medhi-Sélim Khelifi | 15 km      | 41:38,5 min | 84   |